# Oxisol

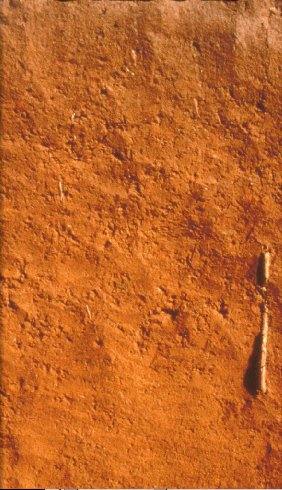
Perfil de un Oxisol.

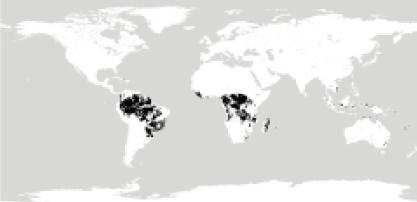
Mapa mundial de oxisoles

Los Oxisoles son un orden en la taxonomía de suelos USDA, bien conocidos por su presencia en selvas tropicales húmedas, 15-25º norte y sur del ecuador terrestre. Algunos oxisoles habían sido previamente clasificados como suelos lateríticos. 
Los principales procesos de formación del suelo de los oxisoles son la meteorización, humificación y edafoperturbación debido a animales. Esos procesos producen el característico perfil de suelo. 
Se definen como suelos conteniendo a todas las profundidades no más del 10 % de minerales meteorizables, y menos del 10 % de saturación de bases. Los oxisoles siempre tienen color rojo o amarillo, debido a la alta concentración de hierro(III) y óxidos e hidróxidos de aluminio. Además contienen cuarzo y arcilla caolinita, más pequeñas cantidades de otros minerales de arcilla y de materia orgánica. 
El término "oxisol" proviene de "oxide" en referencia a la dominancia de minerales oxidados como bauxita. 
En la World Reference Base for Soil Resources, la mayoría de los oxisoles son ferralsoles, pero algunos son plintosoles o nitisoles.
Los edafólogos originalmente pensaban que la pesada vegetación de la selva tropical era provista de nutrientes ricos, pero como la lluvia pasa a través de la cama de residuos vegetales en el piso forestal, la lluvia acidifica y lava los minerales de las capas superficiales del suelo. Eso fuerza a las plantas a obtener su nutrición de la propia cama vegetal, ya que los oxisoles son infértiles debido a la completa ausencia de minerales solubles, lavados por el clima muy húmedo.
Los oxisoles se hallan mayormente y exclusivamente en áreas tropicales de Sudamérica y de África, siempre en cratones continentales altamente estables. En Australia vastas áreas formalmente cubiertas de selvas, pasaron a ser tan secas, que los oxisoles forman dura piedra férrica cubierta solo por Orthents (suelos esqueléticos) que pueden formarse.
Oxisoles fósiles se conocen desde la primera aparición de oxígeno libre en la atmósfera terrestre hace cerca de 2200 millones de años. En períodos cálidos como en el Mesozoico y en el Paleoceno, los Oxisoles se extendieron a áreas que ahora tienen climas fríos, llegando bien dentro de Norteamérica y Europa. Se cree que los Oxisoles se vegetaron más tarde en Ultisoles o en Alfisoles, probablemente debido a que a la vegetación le llevó mucho tiempo adaptarse a la infertilidad de los Oxisoles.
En campo arable se usan para cultivos tropicales como cocoa y caucho. En algunos casos arroz. El cultivo permanente en Oxisoles en áreas de bajos insumos es muy difícil debido a las capacidades de intercambio catiónico bajas, y fijación de fósforo alto. Sin embargo, muchos Oxisoles pueden ser cultivados en muchas condiciones de humedad. Así, hay Oxisoles intensamente explotados para la agricultura en regiones con suficiente economía para realizar una moderna agricultura de prácticas agronómicas (incluyendo adiciones regulares de cal (alcalinizante) y de fertilizante). Un reciente ejemplo de modernos métodos de explotación es el cultivo de soja en Brasil, la siembra directa en Paraguay y la forestación en la provincia de Misiones, Argentina .
Este es el tipo de suelo de la mayor zona productiva de granos del mundo, que abarca los estados Mato Grosso y Paraná en Brasil, los departamentos de Alto Paraná e Itapúa en Paraguay y Misiones en Argentina.

## Subórdenes de Oxisoles
- Aquox : oxisoles con una napa de agua en o cerca de la superficie durante buena parte del año
- Perox : oxisoles de climas continuamente húmedos, donde la precipitación excede la evapotranspiración en todos los meses
- Torrox - oxisoles de climas áridos. Debido al presente clima que jamás produciría suficiente meteorización para dar Oxisoles, los suelos torrox son siempre paleosoles formados durante los periodos climáticos de mucha más humedad. Se hallan principalmente en el Sur de África.
- Ustox - oxisoles de climas semiáridos y subhúmedos
- Udox - oxisoles de climas húmidos